# Feldzug nach Tabūk

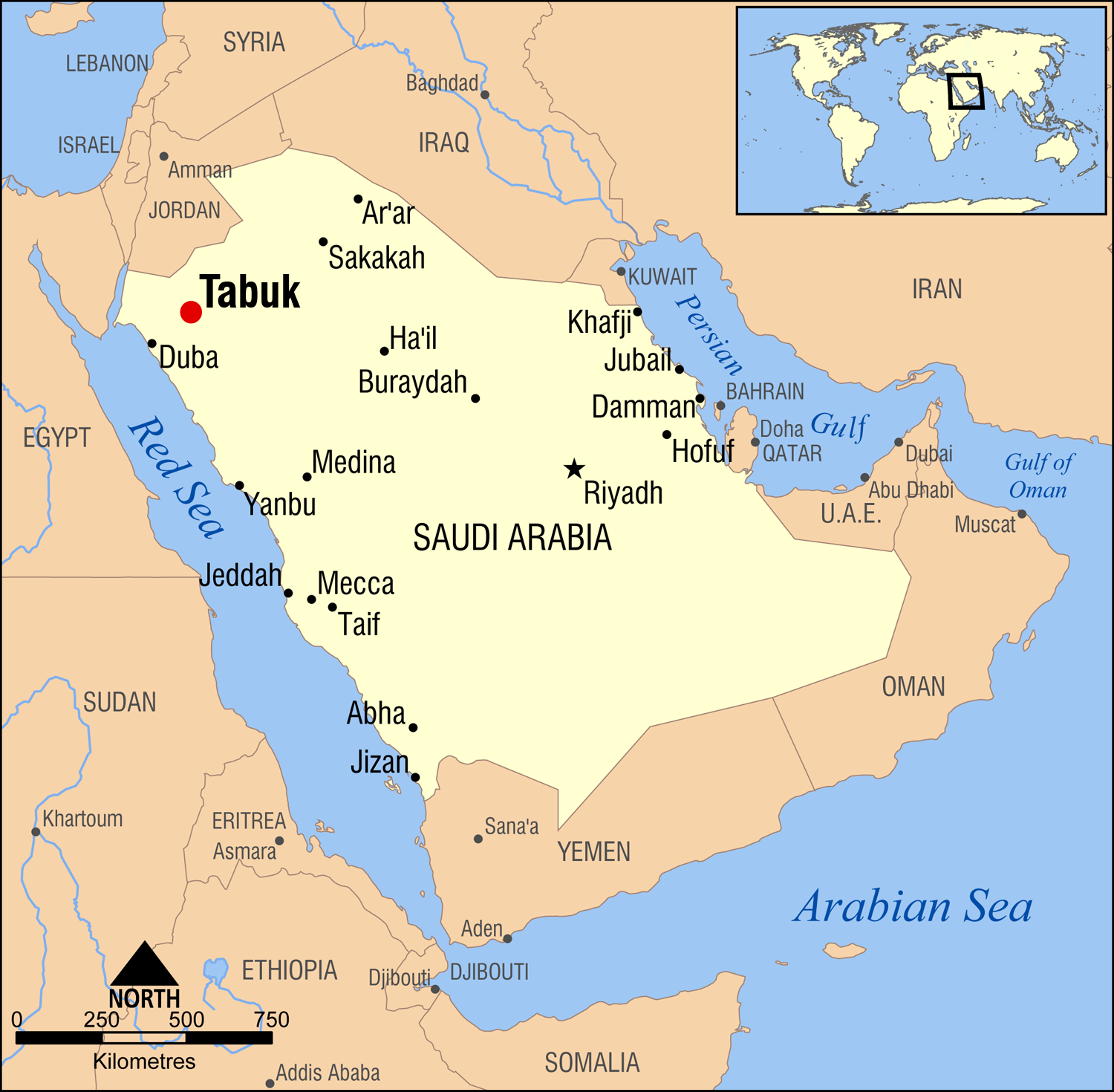
Lage der Stadt

Als Feldzug nach Tabūk (arabisch غزوة تبوك, DMG ġazwat tabūk) wird ein von Mohammed angeführter militärischer Feldzug bezeichnet, der im Oktober bis Dezember des Jahres 630 stattgefunden hat. Islamische Quellen – darunter die Prophetenbiographie des Muhammad ibn Ishaq sowie die Maghāzī (Das Buch der Feldzüge) von al-Wāqidī – sprechen von einer Streitmacht von etwa 30.000 Mann, die zusammengestellt wurde, um in Tabuk gegen ein Truppenkontingent des Byzantinischen Reichs vorzugehen. Auch wenn es nicht zur Konfrontation mit einem byzantinischen Heer gekommen ist, sollte das Ereignis dennoch die Tür für die künftige Expansion nach dem Tode des Propheten öffnen. Da keine Aufzeichnungen dieses Ereignisses aus byzantinischen Quellen erhalten sind, stammen die entsprechenden Berichte darüber aus muslimischen Quellen, der Sira- und Maghazi-Literatur sowie den Traditionssammlungen.
Frühe Schlachten
Mu'ta – Tabūk – Dathin – Firaz
Arabische Eroberung der Levante
Qartin – Bosra – Adschnadain – Mardsch ar-Rahit – Fahl – Damaskus – Mardsch ad-Dibadsch – Emesa – Jarmuk – Jerusalem – Hazir – Aleppo
Arabische Eroberung Ägyptens 
Heliopolis – Alexandria – Nikiou
Umayyadische Eroberung Nordafrikas
Sufetula – Vescera – Karthago
Umayyadidische Invasion Anatoliens
 und Konstantinopels
Eiserne Brücke – Germanikeia – 1. Konstantinopel – Sebastopolis – Tyana – 2. Konstantinopel – Nikäa – Akroinon
Arabisch-byzantinischer Grenzkrieg
Kamacha – Kopidnadon – Krasos – Anzen und Amorion – Mauropotamos – Lalakaon – Bathys Ryax
Sizilien und Süditalien
1. Syrakus – 2. Syrakus – Feldzüge des Maniakes
Byzantinischer Gegenschlag
Marasch – Raban – Andrassos – Feldzüge des Nikephoros Phokas – Feldzüge des Johannes Tzimiskes – Orontes – Feldzüge Basileios’ II. – Azaz
Seeoperationen
Phoinix – Muslimische Eroberung Kretas – Thasos – Damiette – Thessalonike – Byzantinische Rückeroberung Kretas

## Vorgeschichte
Mit der Auswanderung Mohammeds nach Medina geht die Übernahme soziopolitischer Aufgaben einher, die in der Konsolidierung der islamischen Gemeinschaft und dem anschließenden Kampf gegen Mekka bestanden. Im Zuge mehrerer Karawanenüberfälle kam es 624 zur Schlacht von Badr, aus der die Muslime siegreich hervorgingen. Auf die Niederlage in Uhud 625 folgte die erfolglose Belagerung Medinas durch eine Stammeskonföderation unter der Führung der Quraisch 627. Im darauf folgenden Jahr wurde zwischen beiden Konfliktparteien ein Friedensvertrag, der sogenannte Vertrag von al-Hudaibiyya, geschlossen, der unter anderem den ungehinderten Vollzug der kleinen Pilgerfahrt im nächsten Jahr vorsah. Noch im selben Jahr kam es zur Eroberung Chaibars. Im Januar 630 wurde Mekka ohne größere Kampfhandlungen eingenommen. Der in diesem Artikel behandelte Feldzug stand in Zusammenhang mit mehreren Unternehmungen Mohammeds zur Festigung und Erweiterung des islamischen Machtbereichs seit dem Vertrag von Hudaibiyya und stellte die bis dahin zahlenmäßig größte Truppensammlung seitens der Muslime dar.
Siehe auch: Mohammed#Die medinensische Periode der Prophetie (622–630)

## Feldzug
Entgegen seiner Gewohnheit, das Ziel eines Feldzugs vorerst geheim zu halten, gab der Prophet in diesem Fall ohne weiteres an, dass er die Byzantiner in Tabuk zu bekämpfen plante. Ausschlaggebender Grund für den Feldzug soll eine angebliche byzantinische Truppenansammlung auf dem Gebiet des heutigen Jordanien gewesen sein, wobei entsprechende Berichte sich als falsch erwiesen hätten.
Die Quellen verzeichnen in Folge des in dem Jahr äußerst heißen Sommers eine Dürreperiode und nennen mehrere Personengruppen, die aufgrund dessen, als auch wegen der Angst vor dem starken byzantinischen Heer kein Interesse an einer Teilnahme am Feldzug hatten und diverse Vorwände für ihre Absenz hervorbrachten. Seinen Niederschlag fand dieser Umstand auch im Koran, wo es bezüglich der Zurückgebliebenen unter anderem heißt:

„Diejenigen, die zurückgelassen worden sind (anstatt ins Feld mitgenommen zu werden), freuen sich darüber, daß sie hinter dem Gesandten Gottes (oder: im Gegensatz zum Gesandten Gottes) (der seinerseits ausgerückt ist) daheim geblieben sind. Es ist ihnen zuwider, mit ihrem Vermögen und in eigener Person um Gottes willen Krieg zu führen (w. sich abzumühen), und sie sagen: ›Rückt (doch) nicht in der Hitze aus!‹ Sag: Das Feuer der Hölle ist heißer (als die Sommerhitze, in der dieser Feldzug stattfindet). Wenn sie doch Verstand annehmen würden! Sie werden nur kurz (w. wenig) zu lachen, aber (dereinst) lange (w. viel) zu weinen haben. (Dies geschieht ihnen) zum Lohn für das, was sie begangen haben.“

Als Mohammed mit seinen Truppen nordwärts in Richtung Tabuk zog, trafen sie auf keinerlei Aggressionen von Seiten der byzantinischen Armee. Als sie Tabuk erreichten, bereiteten sie sich auf ein Zusammentreffen mit dem Feind vor, jedoch erschien die byzantinische Armee nicht im Felde. Auch nach mehreren Tagen, die sie dort blieben, um das Gelände zu beobachten, kam der Feind nicht.
Unter dem Eindruck des muslimischen Aufmarsches schlossen sich zahlreiche Stämme im Norden der arabischen Halbinsel der islamischen Gemeinschaft an, was zu einer Vergrößerung des islamischen Machtbereichs führte. Dem Anschluss solcher Stämme ging zum Teil die Annahme des Islam zuvor, teilweise verblieben die jeweiligen Stämme bzw. Personengruppen unter Zahlung eines entsprechenden Tributs (→ Dschizya) in ihrer alten Religion.
Vor dem Hintergrund des Kampfes gegen das Byzantinische Reich bzw. die jüdisch-christlichen Stämme der Region wurde der Vers offenbart, der als koranische Grundlage zur Besteuerung der nichtmuslimischen Untertanen der islamischen Gemeinschaft (siehe Dhimma) diente:

„Kämpft gegen diejenigen, die nicht an Gott und den jüngsten Tag glauben und nicht verbieten (oder: für verboten erklären), was Gott und sein Gesandter verboten haben, und nicht der wahren Religion angehören – von denen, die die Schrift erhalten haben – (kämpft gegen sie), bis sie kleinlaut aus der Hand (?) Tribut entrichten!“

## Gründe für den Feldzug
Die Gründe für das Unternehmen Mohammeds sind in der Forschung vielfach und mit verschiedenen Schlussfolgerungen diskutiert worden.
Elias Shoufani zufolge soll der Prophet ursprünglich geplant haben, mit seiner Streitmacht in Syrien einzufallen und die dortigen Stämme anzugreifen, um mit der dadurch erzielten Beute der Unzufriedenheit innerhalb der islamischen Gemeinschaft über den Mangel an in letzter Zeit gemachter Beute sowie seine materielle Bevorzugung neuer und potentieller Konvertiten entgegenzuwirken. Auf die Einsicht hin, dass seine Armee aufgrund ihrer unzureichenden Ausstattung und der weiten Entfernung von Medina nicht in der Lage wäre einen Kampf gegen die Byzantiner zu bestehen, soll dieser einen Rückzug beschlossen haben, nachdem unter dem Eindruck des großen muslimischen Aufgebots sich zahlreiche Stämme in der Umgebung ihm angeschlossen hatten. 

Auch Francis E. Peters schreibt dem Propheten in diesem Zusammenhang allen voran wirtschaftliche Motive für diesen als auch andere Feldzüge im Norden der arabischen Halbinsel zu. Die islamische Gemeinschaft sei von der Beute aus solchen Unternehmungen abhängig gewesen; der noch nicht (vollständig) islamisierte Norden der Halbinsel wie auch die dahinter liegenden Gebiete seien als das künftige Ziel der Beutezüge angesehen worden. Hierbei verweist er auf eine Überlieferung aus ibn ʿAsākirs Werk über die Geschichte Damaskus', wonach Gott das Antlitz des Propheten Richtung Syrien und seinen Rücken Richtung Jemen gewandt und ihm gesagt hätte, dass das, was hinter ihm liege, ihm zu einer Stütze und das, was vor ihm liege, zur Beute und zum Lebensunterhalt gemacht worden sei.
Muhammad A. Shaban sieht in Mohammeds Auftreten im Norden der Halbinsel allen voran einen Versuch, sowohl die Byzantiner, als auch die arabischen Stämme der Region mit der Kampfkraft seiner Streitmacht zu beeindrucken, dadurch also zu zeigen, dass er in der Lage war, die Handelswege in seinem Herrschaftsbereich militärisch abzusichern.
Watt führt allen voran einen Einheit stiftenden Faktor der Feldzüge gen Norden an: Mohammed sei sich der Tatsache bewusst gewesen, dass seine arabische Anhängerschaft eines äußeren Feindes bedurfte, um künftig die zu vorislamischen Zeiten üblichen Kämpfe zwischen den einzelnen Stämmen zu unterbinden. Die nördlich gelegene Grenzregion zum Gebiet der damaligen beiden Großmächte sei die Richtung gewesen, in die die „kriegerischen Energien“ (Wortlaut im Original: warlike energies) der Araber zu lenken seien.